# Maurice Amsih
Maurycy (imię świeckie Maurice Amsih) – duchowny Syryjskiego Kościoła Ortodoksyjnego, od 2017 arcybiskup Eufratu i Dżaziry. Sakrę biskupią otrzymał 29 czerwca 2015.